# Леди Осень
«Ле́ди О́сень» — пятый студийный альбом российской хеви-метал группы «Чёрный Кофе», переиздание вышло на лейбле CD-Maximum в 2007 году, а оригинал в 1992 году.

## Об альбоме
Альбом был готов в 1992 году, но увидел свет только в 1996 году. В CD вошли как новые песни, так и старый материал записанный ещё во время студийной сессии к альбому «Переступи порог», но не был пропущен художественным советом фирмы «Мелодия»
В 2007 вышло ремастированное переиздание на лейбле CD-Maximum.

## Список композиций
Вся музыка написана Дмитрием Варшавским, кроме 1 и 12 (Веретенников).
| №   | Название                                    | Текст песни          | Длительность |
| --- | ------------------------------------------- | -------------------- | ------------ |
| 1.  | «Холодный дом» (Красная Пантера кавер)      | Пушкина              | 5:00         |
| 2.  | «Где ответ»                                 | Варшавский           | 4:09         |
| 3.  | «Леди Осень»                                | Шаганов              | 4:47         |
| 4.  | «Shaking Baby»                              | Веретенников         | 3:10         |
| 5.  | «Зимний портрет» (перезаписанная версия)    | Веретенников/Каренов | 2:35         |
| 6.  | «Coda» (инструментал)                       |                      | 1:43         |
| 7.  | «Владимирская Русь» (перезаписанная версия) | Шаганов              | 4:57         |
| 8.  | «Вольному — воля» (перезаписанная версия)   | Шаганов              | 4:53         |
| 9.  | «Don't Ask Me Why»                          | Варшавский           | 3:41         |
| 10. | «Дьявол во плоти»                           | Варшавский           | 3:32         |
| 11. | «Светлый металл»                            | Варшавский           | 2:54         |
| 12. | «Wandering souls» (бонус-трек)              |                      | 5:05         |

## Участники записи
- Дмитрий Варшавский — вокал, гитара
- Константин Веретенников — гитара (кроме 10, 11)
- Сергей Кудишин — гитара (10, 11)
- Фёдор Васильев — бас-гитара (кроме 10, 11)
- Игорь Куприянов — бас-гитара (10, 11)
- Андрей Шатуновский — ударные (кроме 10, 11)
- Сергей Черняков — ударные (10, 11)